# Korea: Forgotten Conflict
Korea: Forgotten Conflict (Korea: Zapomniany Konflikt) est un jeu vidéo de tactique en temps réel développé par Plastic Reality et édité par Cenega (pl), sorti en 2003 sur Windows.

## Accueil
| Korea: Forgotten Conflict |      |       |
| Média                     | Pays | Notes |
| Computer Gaming World     | US   | 2/5   |
| GameSpot                  | US   | 67 %  |
| Jeuxvideo.com             | FR   | 12/20 |
| Joystick                  | FR   | 3/10  |